# Eremaula minor
Eremaula minor là một loài bướm đêm trong họ Noctuidae.